# 缘齿牡蛎
，是牡蠣目牡蛎科齿缘牡蛎属的一种。

## 分佈
本物種見於越南、韩国、中国大陆的海南島:82、台湾，常栖息在潮间带。

## 外部連結
- 維基物種上的相關：缘齿牡蛎